# Liste de films français sortis en 1987
Listes de films français
- 1983
- 1984
- 1985
- 1986
- 1987
- 1988
- 1989
- 1990
- 1991

Liste non exhaustive de films français sortis en 1987

## 1987
| Titre                                     | Réalisateur            | Distribution                                                                     | Genre              |
| ----------------------------------------- | ---------------------- | -------------------------------------------------------------------------------- | ------------------ |
| Agent trouble                             | Jean-Pierre Mocky      | Catherine Deneuve, Tom Novembre, Dominique Lavanant, Richard Bohringer           | Thriller           |
| L'Ami de mon amie                         | Éric Rohmer            | Sophie Renoir, Emmanuelle Chaulet                                                | Comédie dramatique |
| L'Amoureuse                               | Jacques Doillon        | Marianne Denicourt, Aurelle Doazan, Catherine Bidaut, Agnès Jaoui                |                    |
| Association de malfaiteurs                | Claude Zidi            | François Cluzet, Christophe Malavoy, Claire Nebout, Véronique Genest             | Comédie policière  |
| Au revoir les enfants                     | Louis Malle            | Gaspard Manesse, Raphaël Fejtö, Philippe Morier-Genoud, Francine Racette         | Drame              |
| Charlie Dingo                             | Gilles Béhat           | Guy Marchand, Caroline Cellier, Laurent Malet                                    |                    |
| Comédie !                                 | Jacques Doillon        | Jane Birkin, Alain Souchon                                                       |                    |
| Le Cri du hibou                           | Claude Chabrol         | Christophe Malavoy, Mathilda May, Jacques Penot, Virginie Thévenet               |                    |
| Cross                                     | Philippe Setbon        | Michel Sardou, Patrick Bauchau, Roland Giraud, Marie-Anne Chazel                 |                    |
| Dernier Été à Tanger                      | Alexandre Arcady       | Thierry Lhermitte, Roger Hanin, Valeria Golino                                   | Policier           |
| L'Été en pente douce                      | Gérard Krawczyk        | Jacques Villeret, Jean-Pierre Bacri, Pauline Lafont                              | Comédie dramatique |
| Le Grand Chemin                           | Jean-Loup Hubert       | Anémone, Richard Bohringer, Antoine Hubert, Vanessa Guedj                        |                    |
| L'Homme qui n'était pas là                | René Féret             | René Féret, Claude Jade, Georges Descrières, Jacques Dufilho                     |                    |
| Hôtel de France                           | Patrice Chéreau        | Laurent Grévill, Valeria Bruni Tedeschi, Vincent Pérez, Thibault de Montalembert |                    |
| Les Innocents                             | André Téchiné          | Sandrine Bonnaire, Simon de La Brosse, Abdel Kechiche, Jean-Claude Brialy        |                    |
| Le Jupon rouge                            | Geneviève Lefebvre     | Marie-Christine Barrault, Alida Valli, Guillemette Grobon, Gilles Segal          |                    |
| King Lear                                 | Jean-Luc Godard        | Peter Sellars, Burgess Meredith, Molly Ringwald, Jean-Luc Godard                 |                    |
| Lévy et Goliath                           | Gérard Oury            | Richard Anconina, Michel Boujenah, Souad Amidou, Jean-Claude Brialy              | Comédie            |
| Les Longs Manteaux                        | Gilles Béhat           | Bernard Giraudeau, Claudia Ohana, Federico Luppi                                 | Drame, Action      |
| La Maison assassinée                      | Georges Lautner        | Patrick Bruel, Anne Brochet, Agnès Blanchot, Ingrid Held                         |                    |
| Masques                                   | Claude Chabrol         | Philippe Noiret, Robin Renucci, Anne Brochet, Monique Chaumette                  |                    |
| Le Miraculé                               | Jean-Pierre Mocky      | Michel Serrault, Jean Poiret, Jeanne Moreau, Sylvie Joly, Sophie Moyse           |                    |
| Les mois d'avril sont meurtriers          | Laurent Heynemann      | Jean-Pierre Marielle, Jean-Pierre Bisson                                         | Policier           |
| Noyade interdite                          | Pierre Granier-Deferre | Philippe Noiret, Élizabeth Bourgine, Gabrielle Lazure                            | Policier           |
| La Passion Béatrice                       | Bertrand Tavernier     | Bernard-Pierre Donnadieu, Julie Delpy, Nils Tavernier, Jean-Claude Adelin        |                    |
| Promis…juré !                             | Jacques Monnet         | Michel Morin, Roland Giraud, Christine Pascal                                    | Comédie            |
| Quatre aventures de Reinette et Mirabelle | Éric Rohmer            | Joëlle Miquel, Jessica Forde, Philippe Laudenbach, Fabrice Luchini               |                    |
| Soigne ta droite                          | Jean-Luc Godard        | Jane Birkin, Dominique Lavanant, Pauline Lafont, Éva Darlan                      |                    |
| Sous le soleil de Satan                   | Maurice Pialat         | Gérard Depardieu, Sandrine Bonnaire, Yann Dedet, Maurice Pialat                  |                    |
| Tandem                                    | Patrice Leconte        | Gérard Jugnot, Jean Rochefort, Sylvie Granotier, Julie Jézéquel                  |                    |
| Terminus                                  | Pierre-William Glenn   | Johnny Hallyday, Karen Allen, Jürgen Prochnow, Julie Glenn                       |                    |